# Phyllopertha virgulata
Phyllopertha virgulata är en skalbaggsart som beskrevs av Leon Fairmaire 1889. Phyllopertha virgulata ingår i släktet Phyllopertha och familjen Rutelidae. Inga underarter finns listade i Catalogue of Life.